# Wojsławice (gmina w województwie łódzkim)
Wojsławice (od 1953 Korczew) – dawna gmina wiejska istniejąca do 1953 roku w woj. łódzkim. Nazwa gminy pochodzi od wsi Wojsławice, lecz siedzibą władz gminy był Korczew.
W okresie międzywojennym gmina Wojsławice należała do powiatu sieradzkiego w woj. łódzkim. Po wojnie gmina zachowała przynależność administracyjną. Według stanu z 1 lipca 1952 roku gmina składała się z 12 gromad: Annopole, Izabelów, Korczew, Męcka Wola, Mokre Wojsławskie, Pratków, Rębieskie, Tymienice, Wojsławice, Wólka Wojsławska, Zamłynie i Zborowskie.
21 września 1953 roku jednostka o nazwie gmina Wojsławice została zniesiona przez przemianowanie na gminę Korczew.